# Congiarium

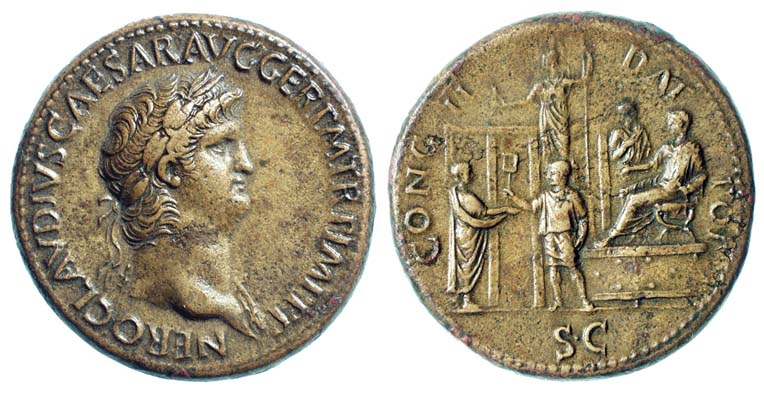
Sestercio de Nerón acuñado en 64-66, donde se celebran las congiaria. Anverso: NERO CLAVDIVS CAESAR AVG GER P M TR P IMP P P, cabeza laureada. Reverso: CONG(iarium) II DAT(um) POP(uli) S-C, Nerón con toga, sentado en una silla curul sobre plataforma baja, el prefecto frente a él, debajo, un asistente parado que distribuye monedas a cada ciudadano, Minerva, al fondo en lo alto, de pie delante del templo.

Un congiarium, palabra latina  (plural  congiaria, que proviene de la también latina congius, "congio", medida de capacidad igual a seis sextarii, que equivale aproximadamente a 3,48 l), o congiario, era un recipiente, en la Antigua Roma, que contenía un congius.
En los primeros tiempos de la República romana, el congius era la medida habitual del aceite o el vino que, en determinadas ocasiones, se distribuía entre el pueblo. Entonces, congiarium se convirtió en el nombre que se daba a las generosas donaciones al pueblo, en general, ya fueran de víveres como aceite, vino o grano o de dinero u otro tipo de cosas, mientras que las donaciones hechas a los soldados se llamaban donativa, aunque a veces, también se denominaban congiaria.
Además, el congiarium se usaba ocasionalmente , de forma simple, para designar un regalo o una pensión otorgada por una persona de alto rango, o un príncipe, a sus amigos. Fabio Máximo llamaba heminaria a los regalos que Augusto hacía a sus amigos, por su insignificancia, en lugar del habitual congiaria, ya que la hemina era solo la duodécima parte de un congius.
Tiberio dio un congiarius de 72½ denarios (300 sestercios) a cada ciudadano. Calígula donó la misma cantidad de 300 sestercios en dos ocasiones. Nerón, cuyos congiaria fueron los primeros ejemplos conocidos que fueron representados en medallas, dio 400 sestercios.
A pesar del éxito financiero de Trajano, su práctica de dar exageradas congiaria al pueblo de Roma, recibió una severa condena. Su primer congiarium, en el año 99, probablemente no fue más grande que el de Nerva (75 denarios por persona), pero su segunda y tercera distribución de dinero, después de cada Guerra dacia, ascendió a 650 denarios por persona.
Adriano trató al pueblo romano de la misma manera que Trajano, y de él dijo Marco Cornelio Frontón:

"Considero una buena política que el príncipe no descuide ni el teatro ni el circo o espectáculos de combate, pues sabía muy bien que hay dos cosas que los romanos aplauden especialmente: la distribución de grano (cereales) y los juegos. El descuido de lo más importante, [el grano], causa gran perjuicio, de lo frívolo [el entretenimiento], mayor odio. La multitud tiene más hambre de juegos que de pan, porque por su regalo al pueblo [congiarium] solo para los que van a recibir el grano, estarán satisfechos, mientras que con los juegos, se calmará a toda la población."
Frontón, Prim. Hist., p. 249, ed. Barthold Georg Niebuhr.